# ジョン・ジャクソン
ジョン・ジャクソン（John Jackson 、男性、1989年1月16日 - ）は、アメリカ領ヴァージン諸島のプロボクサー。父は元世界2階級制覇王者でジョンのトレーナーを務めるジュリアン・ジャクソン。兄はスーパーミドル級で活躍しているジュリウス・ジャクソン。父ジュリアン譲りの強打を武器にする選手だがその一方で打たれ脆い面があり度々ダウンを喫することが多い。

## 来歴
2009年1月30日、ジャクソンはプロデビューを果たし2回1分54秒TKO勝ちを収め白星でデビューを飾った。
2011年12月16日、マンダレイ・ベイ内アイランダー・ボール・ルームでケアンドラエ・レアゼーウッドとWBC世界スーパーウェルター級ユース王座決定戦を行い6回1分31秒TKO勝ちを収め王座獲得に成功した。
2012年4月25日、ヘスス・セリグと対戦し3回1分33秒TKO勝ちを収めユース王座の初防衛に成功した。
2012年9月15日、ラスベガスのトーマス&マック・センターでウィーリー・ネルソンとNABF北米スーパーウェルター級王座決定戦を行い、初黒星となる10回0-3(2者が94-96、92-98)の判定負けを喫し王座獲得に失敗した。
2014年6月7日、ニューヨークのマディソン・スクエア・ガーデンで後のWBO世界ミドル級王者アンディ・リーとNABF北米スーパーウェルター級王座決定戦を行い、あと一歩までリーを追い詰めるも5回1分7秒逆転KO負けを喫し王座獲得に失敗した。なおリーは当初WBA・IBO世界ミドル級王者のゲンナジー・ゴロフキンと対戦する予定だったがゴロフキンの父が心臓発作で急死して試合が出来なくなったため、急遽ジャクソンとの対戦に変わった。
2016年5月21日、ザ・コスモポリタン内チェルシー・ボール・ルームでフロイド・メイウェザー・ジュニアの引退に伴い(引退と同時に名誉王座に認定)空位となったWBC世界スーパーウェルター級王座決定戦でWBC世界スーパーウェルター級1位のジャーメル・チャーロと対戦。ポイントではリードしていたが左目に右フックが入り横に向いた瞬間にチャーロに連打を浴びて立ったまま失神。8回51秒逆転KO負けを喫し王座獲得に失敗した。
2019年4月、未成年者に対する性犯罪容疑で起訴される。15歳の少女と性行為を行い、その画像を制作したとされており、児童ポルノの制作やレイプ容疑など10件の容疑で起訴され、有罪になれば最低15年の懲役刑および最高25万ドルの罰金を科せられる可能性がある。

## 獲得タイトル
- WBC世界スーパーウェルター級ユース王座